# Адріан (Сату-Маре)
Адріан (рум. Adrian) — село у повіті Сату-Маре в Румунії. Адміністративно підпорядковане місту Лівада.
Село розташоване на відстані 448 км на північний захід від Бухареста, 21 км на північний схід від Сату-Маре, 130 км на північ від Клуж-Напоки.

## Населення
За даними перепису населення 2002 року у селі проживали 512 осіб.
Національний склад населення села:
| Національність | Кількість осіб | Відсоток |
| -------------- | -------------- | -------- |
| угорці         | 491            | 95,9%    |
| румуни         | 19             | 3,7%     |

Рідною мовою назвали:
| Мова      | Кількість осіб | Відсоток |
| --------- | -------------- | -------- |
| угорська  | 491            | 95,9%    |
| румунська | 19             | 3,7%     |